# Xã St. Joseph, Quận Stearns, Minnesota
Xã St. Joseph (tiếng Anh: St. Joseph Township) là một xã thuộc quận Stearns, tiểu bang Minnesota, Hoa Kỳ. Năm 2010, dân số của xã này là 1.924 người.